# Caroline Lavelle

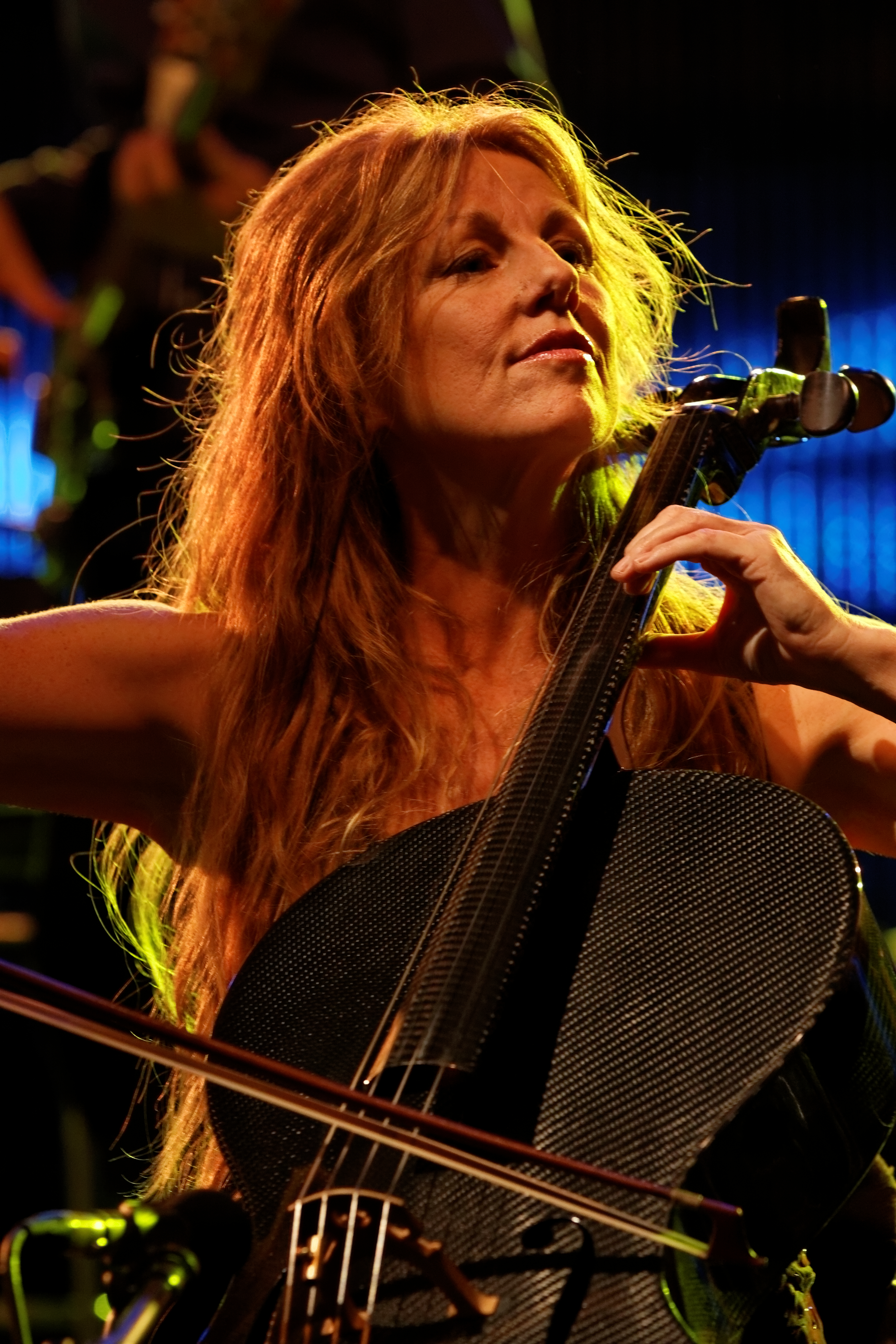
Caroline Lavelle

Caroline Lavelle (* 1969) ist eine britische Pop/Rock-Sängerin und Cellistin, die drei Solo-Alben herausgebracht und in zahlreichen Projekten anderer Künstler und Bands mitgewirkt hat.

## Karriere
Caroline Lavelle studierte am Royal College of Music in London. Während der 1980er-Jahre spielte sie Barockmusik in einer Band namens Humouresque auf der Straße, häufig außerhalb der U-Bahn-Stationen Kensington und Covent Garden.
Frankie Gavin bat sie, in seine Band De Dannan einzutreten. Sie blieb dort bis zum Beginn der 1990er-Jahre, zusammen mit Mary Black und Dolores Keane.
1992 spielte sie auf dem Album Us von Peter Gabriel Cello und übernahm Streicher-Arrangements. Außerdem steuerte sie Stimme und Cello zum Titel Home of the Whale auf der Massive-Attack-EP Hymn of the Big Wheel bei. Produzent William Orbit wurde auf sie aufmerksam und produzierte 1995 ihr Solo-Debüt-Album Spirit. Im gleichen Jahr begann sie, mit der kanadischen Künstlerin Loreena McKennitt Aufnahmen und Tourneen zu machen. Seither gehört sie zu McKennitt Band und nahm an deren Ancient Muse-Tournee teil, ebenso an der a trio performance-Tournee (2017).
Laut einem Zeitungsbericht der britischen Sunday Times wurde durch dieses Album Madonna auf sie aufmerksam und Lavelle arbeitete mit William Orbit und Madonna zusammen. Sie produzierte zwei weitere Alben, Brilliant Midnight (2001) und A Distant Bell (2004).
Ihr Home Of The Whale-Track (mit Massive Attack) ist in dem Film Das Auge (mit Ewan McGregor und Ashley Judd) zu hören. Lavelle beteiligte sich mit ihrem Song Anxiety am Soundtrack zum John Dahl-Film Joyride.
Caroline Lavelle lebt in Südengland.

## Mitwirkung
Lavelle arbeitete unter anderem mit Laurie Anderson, Peter Gabriel, The Waterboys, Loreena McKennitt, Siouxsie and the Banshees, Graham Parker, The Cranberries und Ryuichi Sakamoto zusammen. Art of Trance machte einige Remixe ihrer Songs.
Als Sängerin brachte sie mit Brian Hughes und verschiedenen Gastmusikern unter dem Bandnamen „Secret Sky“ die Alben Secret Sky (2016) und Opium (2023) heraus.

## Diskographie

### Alben
- Spirit (1995)
- Brilliant Midnight (2001)
- Brilliant Midnight 2.0 (2002)
- A Distant Bell (2004)

### Singles
- Moorlough Shore N-Gram Recordings (1995)
- A Case Of You N-Gram Recordings (1995)